# Peyragudes
Peyragudes è una stazione sciistica francese dei Pirenei, situata nei dipartimenti degli Alti Pirenei ed Alta Garonna, nella regione dell'Occitania.
Questa stazione venne creata nel 1988, unendo le stazioni di Peyresourde (versante Alti Pirenei) ed Agudes (versante Alta Garonna).
Una delle sue attrattive è data proprio dalla sua doppia esposizione. Si può passare da un versante all'altro tramite il col de la Flamme, oppure dalla sommità della stazione.

## Ciclismo
La salita al comprensorio avviene tramite la strada nazionale D618, passando per Arreau e per il Colle di Peyresourde. La sommità è situata alla quota di 1 605 m.
La salita venne percorsa la prima volta nel 2010 dalla Route du Sud, quando David Moncoutié fu il primo corridore a tagliarne il traguardo.

### Tour de France
Il Tour de France raggiunse Peyragudes, per la prima volta, nel 2012. La sommità della salita, dov'era posto il Gran Premio della Montagna, si trovava 1 000 metri prima dell'arrivo della tappa, a quota di 1 603. Primo transitò Alejandro Valverde, che vinse la tappa, mentre Chris Froome e Bradley Wiggins arrivarono 19 secondi dopo.
Nel secondo arrivo nella località, Romain Bardet vinse la tappa, nella quale Fabio Aru, giunto terzo, conquistò la maglia gialla strappandola a Chris Froome.
Il Tour de France ritorna su questa salita dopo cinque anni, nel 2022: a vincere, in volata, è stata la Maglia bianca Tadej Pogačar davanti alla Maglia gialla Jonas Vingegaard.
Nel 2025 la salita all'altiporto è stata sede di una cronoscalata: a vincere, come tre anni prima, è stato lo sloveno Tadej Pogačar, che ha allungato il suo vantaggio nella classifica generale, portando il suo vantaggio ad oltre quattro minuti sul secondo posto, il danese Jonas Vingegaard.
| Anno | Tappa | Partenza           | Lunghezza tappa (km)          | Categoria salita | Vincitore di tappa | Maglia gialla    |
| ---- | ----- | ------------------ | ----------------------------- | ---------------- | ------------------ | ---------------- |
| 2012 | 17ª   | Bagnères-de-Luchon | 143,5                         | 1                | Alejandro Valverde | Bradley Wiggins  |
| 2017 | 12ª   | Pau                | 214,5                         | 2                | Romain Bardet      | Fabio Aru        |
| 2022 | 17ª   | Saint-Gaudens      | 129,7                         | 1                | Tadej Pogačar      | Jonas Vingegaard |
| 2025 | 13ª   | Loudenvielle       | 10,9 (Cronometro individuale) | 1                | Tadej Pogačar      | Tadej Pogačar    |